# Kedjenou

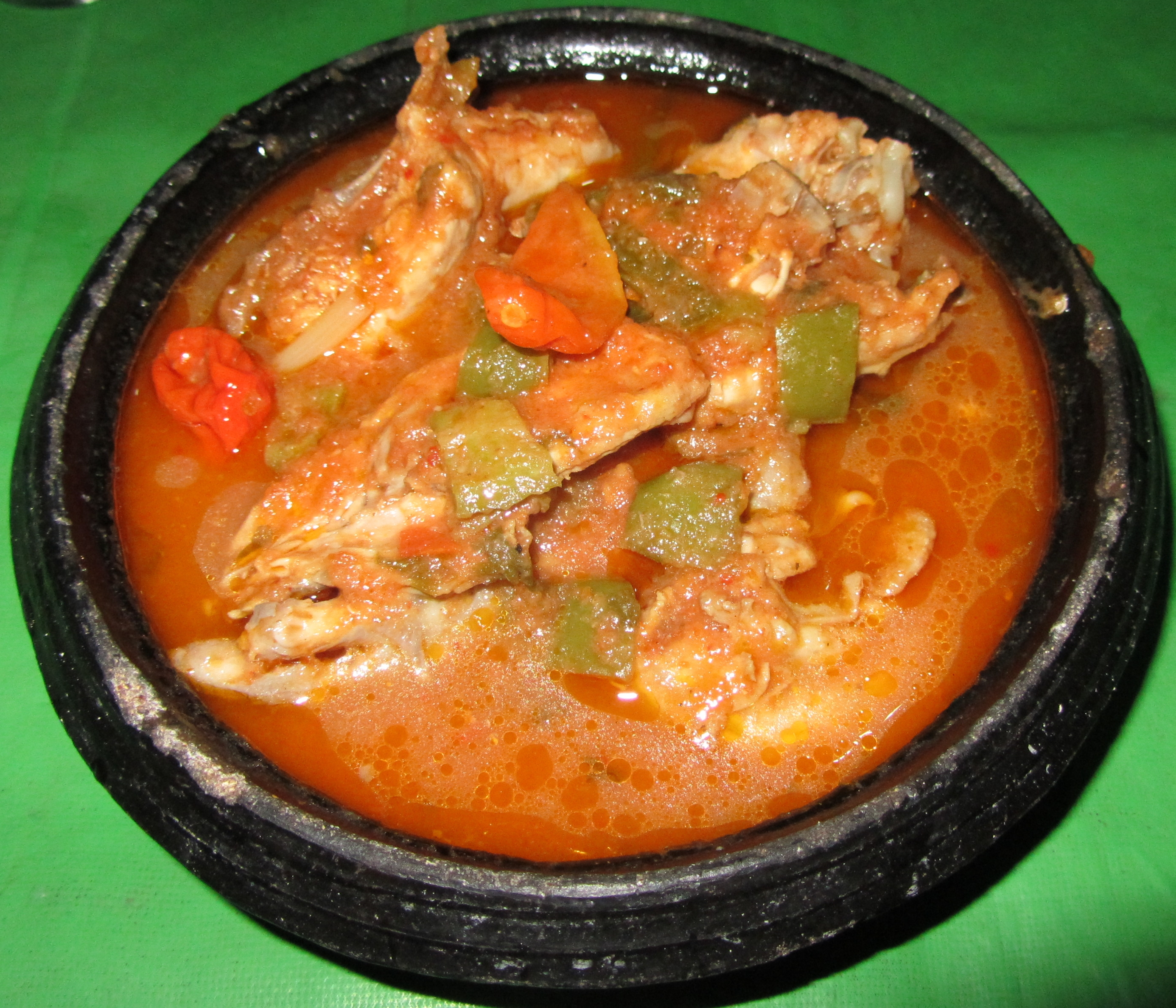
Un plat de kedjenou

Kedjenou (ou "kédjénou") é um guisado de galinha originário da Costa do Marfim, tradicionalmente cozinhado em embrulhos de folhas de bananeira, mas recentemente preparado numa panela de barro selada, chamada canari. 
Para preparar a kedjenou numa panela, seja a canari, uma tajine, ou uma panela normal bem selada com folha de alumínio antes de colocar a tampa, juntam-se todos os ingredientes: a galinha cortada em pedaços pequenos, beringela, quiabo, cebola, malagueta, tomate, alho e gengibre, todos cortados em pedaços, louro, tomilho, óleo e caldo de galinha ou água; com a panela ao lume, mexem-se todos os ingredientes para misturar bem os sabores, depois tapa-se a panela e põe-se a cozer em forno brando, na chama ou placa de um fogão, em lume brando, (se a panela não for de barro), ou num fogareiro de carvão ou lenha. Não abrir a panela até ter passado tempo suficiente para cozer a galinha, mas deve agitar-se suavemente a panela com frequência, para a comida não pegar; depois de abrir a panela, se verificar que a galinha não está bem cozida, deve voltar a tapar-se e deixar cozer mais algum tempo.
Na Costa do Marfim, a kedjenou é normalmente servida com attiéké (também grafado “acheke”, que deve ser mais próximo da pronúncia), um prato feito com mandioca ralada que se deixa fermentar e, depois de seca, se coze no vapor ou em caldo, como cuscuz.  